# Thorsten Logge
Thorsten Logge (* 1974 als Thorsten Gudewitz in Hamburg) ist ein deutscher Historiker.

## Leben
Logge studierte von 1999 bis 2006 Geschichte, Politikwissenschaft und Psychologie an der Universität Hamburg. Von 2006 bis 2009 war er Stipendiat am Graduiertenkolleg Transnationale Medienereignisse. 
Im Oktober 2010 wurde Logge Wissenschaftlicher Mitarbeiter am ABK(Allgemeine Berufsbezogene Kompetenzen)-Bereich des Historischen Seminars der Universität Hamburg. Im Wintersemester 2010/2011 war er als Lehrbeauftragter am Arbeitsbereich für Außereuropäische Geschichte tätig. Seit dem Sommersemester 2017 lehrt Logge als Professor am Arbeitsfeld Public History des Historischen Seminars der Hamburger Universität.
Seine Forschungsschwerpunkte sind Public History, Nation, Nationalismus, kollektive Identitäten und German-Americana.

## Schriften (Auswahl)
- Zur medialen Konstruktion des Nationalen. Die Schillerfeiern 1859 in Europa und Nordamerika  (= Formen der Erinnerung. Band 57). V & R Unipress, Göttingen 2014, ISBN 3-8471-0237-0 (zugleich Dissertation, Gießen 2012).
- mit Ulrike Senger und Yvonne Robel: Projektlehre im Geschichtsstudium. Verortungen, Praxisberichte und Perspektiven (= Doktorandenbildung neu gestalten. Band 5). W. Bertelsmann Verlag, Bielefeld 2015, ISBN 3-7639-3674-2.
- Universitäre Projekte im Fach Geschichte lehren (= Kleine Reihe Hochschuldidaktik). Wochenschau Verlag, Schwalbach 2017, ISBN 3-7344-0365-0.